# Advanced Streaming Format
Advanced Streaming Format (oder ASF, später umbenannt in Advanced Systems Format) ist ein von Microsoft entwickeltes, proprietäres Containerformat für digitales Audio und Video, das speziell auf Streaming ausgelegt ist. ASF ist ein Teil des Windows Media Framework.
Das Format legt nicht die Art der Kodierung fest, sondern nur die Struktur des Audio/Video-Streams. Das bedeutet, dass ASF-Dateien mit verschiedenen Codecs codiert sein können, es handelt sich also um ein Container-Format. Das ist vergleichbar mit der Funktionalität der QuickTime-, MP4- oder Ogg-Formate.

## Aufbau
Das ASF-Format basiert auf Objekten, deren Byte-Sequenzen anhand einer GUID-Markierung erkannt werden.
Die verbreitetsten Inhalte einer ASF-Datei sind:
- Windows Media Audio (WMA)
- Windows Media Video (WMV)

ASF-Dateien können auch Objekte enthalten, um Metadaten zu repräsentieren, wie beispielsweise Interpret, Titel, Album und Genre für eine Audiodatei oder den Regisseur eines Films, ähnlich den ID3-Tags von MP3-Dateien.
ASF-Dateien, die nur WMA-Audio enthalten, können mit der Dateiendung .wma, und Dateien, die nur WMA-Audio und WMV-Video enthalten, mit der Dateiendung .wmv versehen werden. Sie können aber auch .asf als Endung haben.
ASF wird oft mit der Microsoft-eigenen Implementierung des MPEG-4 ASP-Videoformats (Windows Media Video) verwechselt, da die meisten ASF-Streams mit diesem Standard kodiert wurden.

## Patente
Die ASF-Struktur (der Container, kein spezieller Codec) ist in den USA (United States Patent 6,041,345 Levi, vom 21. März 2000) von Microsoft patentiert. Microsoft hat dieses Patent gegenüber dem freien Videokonvertierungsprogramm VirtualDub geltend gemacht. Der Grund dafür war die Kontrolle über die Inhalte von ASF-Dateien, da nur Programme von Microsoft diese nach offizieller Lesart wiedergeben können. Mittlerweile können jedoch auch freie Programme wie MPlayer, VLC media player (teilweise eingeschränkt) und Xine dieses Containerformat wiedergeben, FFmpeg unterstützt das Lesen und Schreiben. Die Entwickler der Programme wurden von Microsoft bislang nicht belangt.